# Hadrosauriformes
Hadrosauriformes es un clado de dinosaurios ornitópodos iguanodontianos, que vivieron desde el Cretácico inferior hasta el Cretácico superior (hace aproximadamente 133 y 65 de años, desde el Hauteriviense hasta el Berriasiense), en lo que hoy es Asia, Europa, África y América.

## Descripción
Son los más avanzados de los ornitópodos, estando entre ellos los más grandes. Fueron cuadrúpedos pero podían correr en 2 patas, los dedos se convirtieron en cascos para mejorar la tracción. Sus cráneos presentaban un importante aparato masticador, con un pico córneo para arrancar la vegetación, una batería de dientes atrás y fuertes músculos masticadores.

## Sistemática
Hadrosauriformes se define como el clado más inclusivo que contiene al Iguanodon bernissartensis (Boulenger, 1881) y al Parasaurolophus walkeri (Parks, 1922).

## Taxonomía
- Clado Hadrosauriformes
  - Lurdusaurus
  - Lanzhousaurus
  - Mantellisaurus
  - Proa
  - Familia Iguanodontidae
  - Superfamilia Hadrosauroidea